# العزلة لتسهيل الإساءة
العزلة لتسهيل الإساءة (بالإنجليزية: Isolation to facilitate abuse)‏ هو مصطلح يصف استخدام العزلة (المادية أو الاجتماعية أو العاطفية) لتسهيل السلطة والتحكم في شخص ما لأغراض مسيئة. وهذا ينطبق علي العديد من السياقات مثل التنمر في مكان العمل، وإساءة معاملة المسنين، العنف الأسري، وإساءة معاملة الأطفال.
يؤدي العزل إلى تقليل فرصة تعرض المعتدى عليه للإنقاذ أو الهرب من الإساءة. كما أنه يساعد على إضعاف المعتدى عليه مما يجعل المعتدى عليه أكثر اعتمادا على المعتدي. وتتوقف درجة القوة والسيطرة على المعتدى عليه على درجة عزلته الجسدية أو العاطفية.
ومن العناصر الهامة في السيطرة النفسية عزل الضحية عن العالم الخارجي. ويشمل العزل السيطرة على النشاط الاجتماعي للشخص: من يراه، ومن يتحدث إليه، وأين يذهب، وأية طريقة أخرى للحد من وصوله إلى الآخرين. وقد يشمل ذلك أيضا الحد من الكتب التي يقرأها. ويمكن أن تشمل الإصرار على معرفة أين هو، وطلب الإذن للرعاية الطبية. ويظهر علي المعتدي علامات الغيرة المرضية.

## في الطوائف
في الطوائف
قد تستخدم الطوائف عدة طرق للعزل:
- الفصل بين الأسرة والمجتمع.
- السيطرة على مصادر وممتلكات الضحية.
- غسيل الدماغ (التلاعب بالأفكار)
- العزل الجسدي – المكاني
- أساليب الابتزاز – التبعية
- التحكم في وصول الضحية إلى الضروريات.

## التنمر في مكان العمل
يعد العزل عنصرًا شائعًا في حالات التنمر في مكان العمل، وهو يشمل منع الوصول إلى الفرص، والعزل الاجتماعي والمكاني، إضافة إلى الاستئثار بمعلومات هامة، أو وضع أهداف لا يمكن الوصول إليها، كذلك التجاهل والاستبعاد الاجتماعي.
للعزل في مكان العمل مكانة واضحة تؤثر على عجلة القوة والسيطرة في مكان العمل.

## العزل بحد ذاته بصفته إساءة أو عقاب
قد يعتبر العزل بحد ذاته إساءة أو إجراء بنية العقاب.

## العزلة غير القصرية
قد يسعى الفرد بشكل طوعي للعزلة، وقد يكون ذلك رد فعل على الظروف دون أن يكون قد أُجبر على ذلك من أطراف خارجية.